# ملیسا هندرسون
ملیسا هندرسون (انگلیسی: Melissa Henderson؛ زادهٔ ۲۳ اوت ۱۹۸۹) بازیکن فوتبال اهل ایالات متحده آمریکا است.
از باشگاه‌هایی که در آن بازی کرده‌است می‌توان به اف سی کانزاس سیتی، بوستون بریکرز، و هیوستون دش اشاره کرد.
وی همچنین در تیم‌های ملی فوتبال United States women's national under-17 soccer team, United States women's national under-20 soccer team، و زیر ۲۳ سال زنان ایالات متحده آمریکا بازی کرده‌است.